# Каваба

36°41′41″ пн. ш. 139°6′24″ сх. д. / 36.69472° пн. ш. 139.10667° сх. д.
Кава́ба (яп. 川場村, かわばむら, МФА: [kawaba muɾa]) — село в Японії, в повіті Тоне префектури Ґумма. Станом на 1 жовтня 2007 площа села становила 85,29 км². Станом на 1 серпня 2008 населення села становило 4083 осіб.